# Cathy Kopp
Pour les articles homonymes, voir Kopp.
Cathy Kopp, née Catherine Pirquin en 1949 à Étampes (en Seine-et-Oise), est une femme d'affaires française. Elle fut entre autres présidente d'IBM France puis directrice des ressources humaines du groupe hôtelier Accor.

## Biographie

### Carrière professionnelle
Fille d'un ancien ouvrier de Renault, devenu ingénieur du CNAM puis cadre dirigeant d'une PME normande, elle suit des études de mathématiques et obtient une maîtrise. Elle rentre alors chez IBM France en 1973 comme ingénieur technico-commercial et en gravit rapidement les échelons : chef de département, puis chef des opérations techniques dans l'agence Aéronautique, où elle est présente lors de la négociation CATIA avec le groupe Dassault, qui a une portée mondiale.
En 1990, elle est nommée directrice du développement du personnel à IBM Europe. En 1992, elle revient à IBM France pour prendre les fonctions de directrice des ressources humaines. Elle y acquiert une réputation de personne à poigne, voire dure, dans une période où IBM connaît des difficultés. Elle fut ainsi surnommée « Madame moins sept-sept » en interne chez IBM pour avoir demandé à tous les salariés d'IBM France d'accepter de diminuer leur salaire de 7,7 %, le groupe informatique connaissant alors des difficultés.
Cette opération réputée impossible réussit grâce à une tactique ingénieuse :
- l'opération -7,7 % est facultative. On précise même que ceux « qui la refusent ne seront pas licenciés » ;
- ceux qui l'acceptent touchent en revanche immédiatement une prime de deux mois de salaire ;
- pour accepter, il suffit de ne rien faire. Pour refuser, il faut envoyer une lettre recommandée ;
- le « treizième mois » qui était versé en décembre est réparti sur les douze mois de l'année, donnant l'impression qu'il n'y a pas vraiment eu de diminution ;
- une clause étrange précise que ceux qui n'ont pas demandé à participer à cette opération et changent d'avis plus tard pourront avoir eux aussi cette diminution de salaire, mais ne recevront pas de prime, ce qui laisse entendre, sans menace directe, qu'un refus pourrait être regretté par son auteur.

La réussite de sa méthode la fait apprécier de la maison-mère, qui doit faire face aux mêmes soucis. Elle passe vice-présidente chargée des ressources humaines de la division stockage d'IBM Corporation à San José (Californie) en 1996 puis vice-présidente chargée des ressources humaines pour l'ensemble du groupe IBM en 1998 avant de revenir en France en juillet 2000 comme directrice générale puis quelques mois plus tard présidente d'IBM France, devenant la première femme à qui soit confié ce poste (c'est une autre femme qui lui succèdera : Françoise Gri).
Après y avoir passé 28 ans, elle choisit de quitter le groupe informatique en septembre 2001, s'étant vu proposer la direction des ressources humaines de l'ensemble du groupe de luxe LVMH. Elle n'y restera que 7 mois. Quelques mois après son départ, en novembre 2002, elle est engagée comme directrice des ressources humaines du groupe Accor, puis entre au comité exécutif d'Accor en 2006.
Elle est membre du conseil d'administration de Schneider Electric depuis 2006 (censeur en 2005)
Nommée par Jean-Pierre Raffarin alors Premier ministre, Cathy Kopp a été l'une des premières membres de la Haute autorité de lutte contre les discriminations et pour l'égalité, son mandat se terminant en septembre 2007.
Le 22 juillet 2009, elle quitte le groupe ACCOR après 7 années à la tête des ressources humaines remplacée par Patrick Ollivier.
Depuis octobre 2007, elle est membre du conseil d'administration de l'École normale supérieure, à la suite de sa désignation par la ministre chargée de l'Enseignement supérieur Valérie Pécresse.

### Responsabilités au Medef
En 2003, elle préside la commission sociale du groupement des professions de services. En 2005, elle devient membre de la commission Relations du travail et politique de l'emploi du Medef. En 2006, elle a mené pour le patronat les négociations interprofessionnelles sur la diversité en entreprise. En octobre 2007, elle remplace Denis Gautier-Sauvagnac pour diriger la représentation patronale (MEDEF, CGPME et UPA) comme représentante patronale  pour la négociation avec les syndicats sur la modernisation du marché du travail.

## Distinctions
- Chevalière de l'ordre national du Mérite[3]
- Officière de la Légion d'honneur
- Elle a reçu le Twin Award (Tribute to women in Industry) par le YMCA USA.